# Podabrus oreumsensis
Podabrus oreumsensis es una especie de coleóptero de la familia Cantharidae.

## Distribución geográfica
Habita en Corea del Sur.